# Mundodisco
Mundodisco (Discworld en inglés) es una saga de novelas escrita por Terry Pratchett. Los hechos transcurren en el Mundodisco, un mundo plano sostenido por cuatro elefantes que, a su vez, se apoyan en el caparazón de Gran A'Tuin, la tortuga estelar. El escenario es medieval fantástico, aunque algunas partes del mundo están ambientadas en la era victoriana a lo largo de la serie. Los libros frecuentemente hacen parodias, o al menos toman ideas prestadas, de autores como J. R. R. Tolkien, Robert E. Howard, H.P. Lovecraft o William Shakespeare, y también de la mitología, relatos tradicionales y cuentos de hadas, utilizándolos a menudo para establecer paralelismos satíricos con temas culturales, tecnológicos o científicos actuales.
Desde que se publicó la primera novela, El color de la magia (The Colour of Magic) en 1983, la serie se ha expandido para generar libros y mapas relacionados con el Mundodisco (Discworld), adaptaciones teatrales y radiofónicas, series de dibujos animados, videojuegos, relatos cortos, música y adaptaciones televisivas con personajes reales.
Se ha publicado en España la traducción de 39 de las 40 novelas del Mundodisco hasta la fecha. La editorial Martínez Roca publicó las primeras doce novelas entre 1989 y 1994, excepto el libro ilustrado Eric. En 1998 tomó el relevo Plaza & Janés reeditando las novelas publicadas anteriormente y traduciendo más de ellas, Eric incluida, hasta alcanzar Snuff en enero de 2013. Por su parte, la Editorial Almuzara adquirió los derechos de la subserie de Tiffany Dolorido, dirigida a lectores jóvenes, y publicó su primera novela, Los pequeños hombres libres, en octubre de 2008. Los traductores encargados de los libros del Mundodisco han sido Cristina Macía, Albert Solé, Javier Calvo, Gabriel Dols, Pilar Ramírez y Manu Viciano.

## Novelas
El núcleo de las obras del Mundodisco es la serie de novelas escrita por Terry Pratchett, que también ha publicado relatos cortos ambientados en el mismo universo ficticio. Su obra ha dado pie a títulos en otros medios, como los videojuegos, series de animación y películas para televisión con actores reales.
Las ediciones originales británicas de las primeras 26 novelas tenían ilustraciones de Josh Kirby en la portada. Desde la muerte de Kirby en octubre de 2001, las portadas están ilustradas por Paul Kidby. Las ediciones españolas se han basado hasta la fecha en las portadas originales, aunque las últimas novelas publicadas por Plaza & Janés incluyen solamente un detalle de la ilustración original en la portada y el dibujo completo en la solapa o la contraportada.
Pocas novelas del Mundodisco están divididas en capítulos. Sin embargo, la primera novela (El Color de la Magia) se divide en "libros", al igual que Pirómides. Going Postal y Making Money tienen capítulos, prólogo, epílogo y frases breves que hacen alusión al contenido de cada capítulo, al estilo de Julio Verne o Jerome K. Jerome.
En mayor o menor medida, las historias del Mundodisco pueden leerse como obras independientes ambientadas en el mismo universo fantástico. Sin embargo, muchos de los libros pueden agruparse en grandes arcos argumentales que tratan distintos grupos de personajes y acontecimientos.

## Arcos argumentales

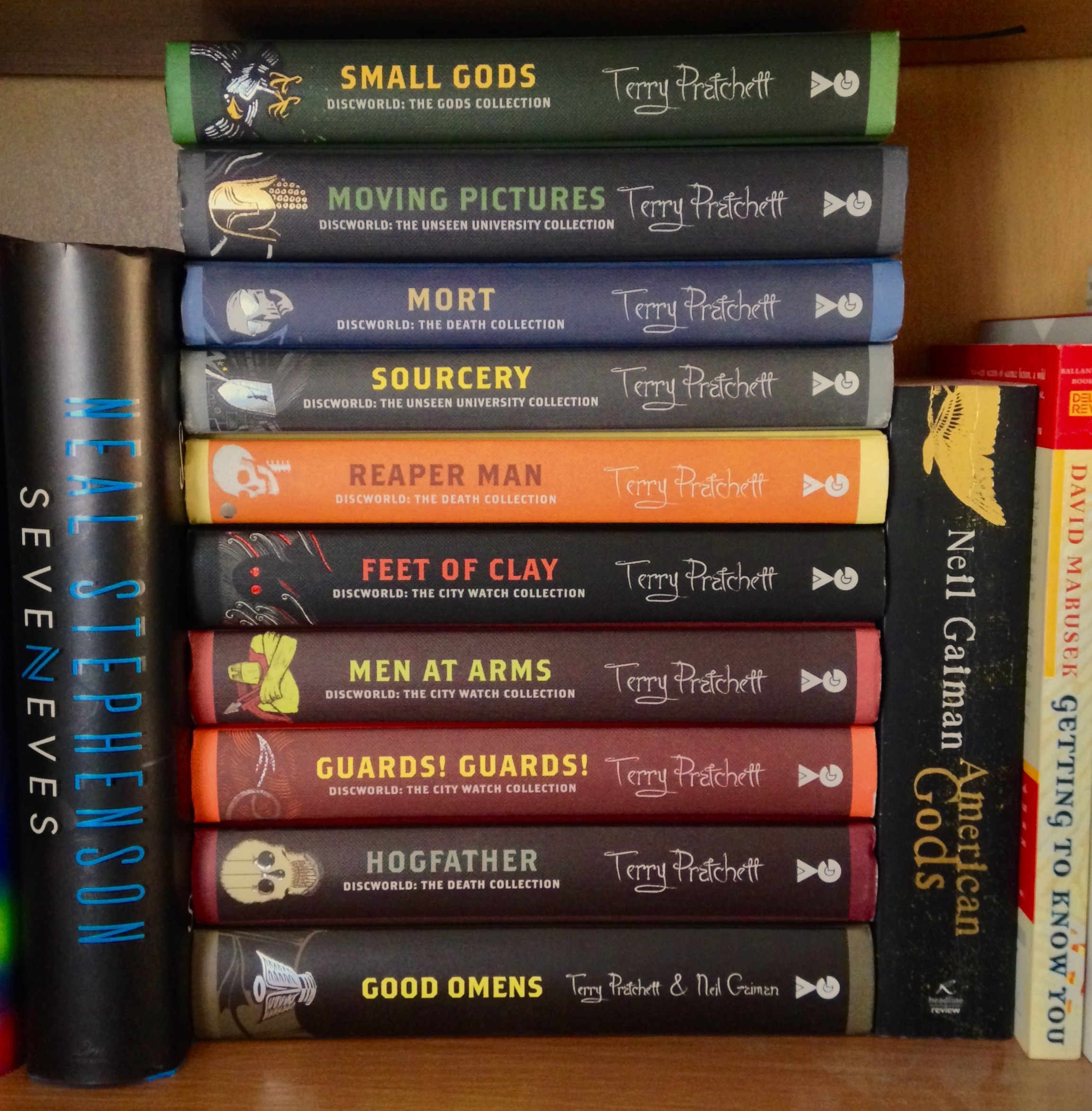
Colección de Terry Pratchett.

### Rincewind
Rincewind fue el primer personaje dado a conocer en la saga del Mundodisco. Es un hechicero sin capacidad para la magia, cuyo único interés es vivir una vida aburrida y sin sorpresas, pero la causalidad lleva a que su vida se desarrolle en el polo opuesto de sus ambiciones. Sus aventuras, normalmente a la fuga, permiten al lector conocer mucho de la geografía de Mundodisco y de su funcionamiento de fondo. Rincewind se topa con muchos de los personajes de otras novelas, ya sean principales o secundarios. De entre ellos cabe destacar aquellos que aparecen en las distintas novelas de su arco, a saber: Cohen el Bárbaro, un héroe envejecido que no quiere cejar ante el mundo moderno en sus hábitos de aventura; Dosflores, un empleado gubernamental del Imperio Ágata que resulta ser el primer turista del Mundodisco; el Equipaje, un arcón con patas hecho de peral sabio que posee ciertos instintos entre los que se hallan el de encontrar a su dueño donde se encuentre y la furia asesina.
El arco argumental de Rincewind se compone de las siguientes novelas: El color de la magia, La luz fantástica, Rechicero, Eric, Tiempos interesantes y El país del fin del mundo. El personaje también aparece brevemente en Mort y es coprotagonista de la novela corta The last hero. Tiene cierto protagonismo en tres de los libros divulgativos de The Science of Discworld (La ciencia del Mundodisco).

### La Muerte
La Muerte es un personaje transversal dentro de la saga del Mundodisco, ya que ha aparecido en todas las novelas a excepción de The Wee Free Men. Es el personaje central de su propio arco de historias (aunque comparta ese protagonismo con su nieta Susan Sto Helit en las últimas novelas) y aparece en la defunción de algunos personajes de otras novelas de la serie, por lo general dialogando con el espíritu del difunto y facilitándole el tránsito al más allá. Sus diálogos se escriben completamente en mayúsculas. Como dicta la tradición, es un esqueleto de dos metros y medio de altura, enfundado en capa, túnica y capucha negras, y llevando una guadaña con destellos azules cuyo filo es capaz de cortar la pronunciación de las palabras mismas (El Segador). Su trabajo consiste en notificar a algunas personas de su muerte, aunque el fallecimiento de otras personas se produce sin su presencia. La Muerte del Mundodisco es de sexo masculino, a pesar de lo cual en algunas de las primeras traducciones aparece tratada con sexo femenino. En las novelas de La Muerte aparecen su "mayordomo" Albert, su hija adoptiva Ysabell, su nieta Susan Sto Helit, La Muerte de las Ratas, su corcel Binky, Quoth (un cuervo parlante; llamado "Dijo" en la versión castellana) y los Auditores de la realidad, que ejercen el papel de sus antagonistas.
El arco argumental de la Muerte se compone de cinco novelas: Mort, El segador, Soul music, Papá Puerco y Ladrón del tiempo.

### Las Brujas
Este aquelarre de brujas, que viven en distintos lugares de la región de Lancre, está despojado de todos los conceptos modernos (New Age) de la brujería. Las brujas del Mundodisco trabajan en sus antiguos roles de herboristas, parteras, sabias y juezas. La bruja principal de esta subserie es Esmerelda "Yaya" Ceravieja, una bruja solitaria, taciturna y algo amargada, de las montañas de Lancre. Se la considera la bruja viva más poderosa que existe. Los personajes recurrentes del arco argumental de las brujas son, además de Yaya, Gytha "Tata" Ogg (anciana dotada de un humor picante y matriarca y dictadora indiscutible de un extenso clan en las montañas), Magrat Ajostiernos (la más joven del trío inicial de brujas, que pasa a convertirse en reina de Lancre en Lores y damas) y Agnes Nitt (que toma el papel de Magrat después de Mascarada). Varias de las brujas aparecen también en el arco argumental de Tiffany Aching. Las novelas de las brujas tienden a beber de fuentes como Shakespeare y las leyendas y cuentos tradicionales.
El arco argumental se compone de seis novelas: Ritos iguales, Brujerías, Brujas de viaje, Lores y damas, Mascarada y Carpe Jugulum. Tata Ogg aparece también en Ladrón del tiempo; ella y Yaya Ceravieja aparecen en las novelas del arco de Tiffany Aching y el relato corto El mar y los pececillos.

### La Guardia de la Ciudad
Estas historias se centran en la Guardia de la Ciudad de Ankh-Morpork, el cuerpo civil encargado de defender la ley en la gran ciudad del Mundodisco. En los libros se muestra el paso de una guardia destartalada y formada por tres personas a una fuerza policial moderna y bien equipada. Se trata de novelas policíacas, cuyos misterios se entremezclan a menudo con temas políticos o sociales. La guardia de Ankh-Morpork está dirigida por Samuel Vimes (más adelante, su ilustrísima su excelencia el duque de Ankh, Sir Samuel Vimes, comandante de la guardia de la ciudad), un policía a la vieja usanza, honesto y testarudo. Al principio de ¡Guardias! ¿Guardias? se incorpora al equipo un recluta nuevo, Zanahoria Fundidordehierroson, un humano criado como enano que en última instancia termina revolucionando el cuerpo policial y abre las puertas a la entrada de muchos nuevos agentes a medida que avanza la serie, inicialmente de las minorías de Ankh-Morpork (trolls o enanos) y más adelante de entre todas las especies del Mundodisco. El protagonismo de las novelas, inicialmente en manos de Zanahoria, recae a medida que transcurre la serie cada vez más en el comandante Vimes. También está el sargento Colon y el cabo Nobby Nobbs (que más tarde se convierte en el agente Nobby).
Las novelas de la Guardia de la Ciudad son: ¡Guardias! ¿Guardias?, Hombres de armas, Pies de barro, ¡Voto a bríos!, El quinto elefante,Ronda de Noche,  Thud! y Snuff. Los miembros de la Guardia aparecen brevemente en muchas de las novelas ambientadas en Ankh-Morpork y son personajes secundarios de pleno derecho en La Verdad y Regimiento Monstruoso.

### Tiffany Dolorido
Las novelas de este arco argumental tratan las aventuras (y desventuras) de una joven aprendiz de bruja. La saga completa está orientada a lectores jóvenes, aunque en la serie del Mundodisco ello implique solamente que tienen una extensión menor y las referencias son ligeramente más fáciles de captar. Muchas de las historias se basan en el folklore y los relatos heroicos. Tiffany es una niña procedente de la región caliza del Mundodisco conocida como La Caliza, y la subserie de novelas que protagoniza trata su educación como bruja y su crecimiento como ser humano. Recibe la ayuda constante y no deseada de los Nac Mac Feegle, unos personajes de 10 centímetros de estatura llamados "pictsies" de piel azulada recubierta de tatuajes azules, bebedores, pendencieros y dotados de un extraño sentido del deber. Yaya Ceravieja y Tata Ogg aparecen frecuentemente en sus novelas, actuando de tutoras secundarias de Tiffany.
El arco argumental de Tiffany Dolorido se compone de las novelas Los pequeños hombres libres, Un sombrero de cielo, La Corona de Hielo, Me vestiré de medianoche y La Corona del Pastor 

### Húmedo von Mustachen
Húmedo von Mustachen (Moist von Lipwig, en la versión original) es un criminal profesional, un estafador a quien Lord Vetinari (dirigente absoluto de la ciudad de Ankh-Morpork) da una segunda oportunidad al salvarlo de la horca. Bajo su nombre real, distinto a los que utilizaba durante su anterior vida delictiva, Húmedo recibe el peligroso encargo de dirigir la Oficina Postal de Ankh-Morpork, puesto que se ha tomado ya la vida de cuatro funcionarios. En la novela Dinero a mansalva Húmedo pasa a tomar el control de la casa central de moneda de Ankh-Morpork. Las novelas del arco argumental de Húmedo von Mustachen se centran en la modernización de la ciudad de Ankh-Morpork. Está inspirada en el desarrollo de tecnologías y hechos históricos reales (el telégrafo óptico en el primer libro, el dinero fiduciario en el segundo, y la máquina de vapor y el ferrocarril en el tercero) De hecho, en ocasiones este arco también se denomina arco del progreso o saga de la revolución industrial. El tercer libro, A todo vapor, trata sobre la creación del ferrocarril y la inclusión de los trasgos en la sociedad.
El arco argumental de Húmedo Von Mustachen se compone de las novelas Cartas en el asunto , Dinero a mansalva y A todo vapor.

### Los Magos
Los magos de la Universidad Invisible sólo protagonizaron una novela, aparte de la trilogía de La ciencia del Mundodisco, pero son parte importante de varios otros arcos argumentales. En los libros iniciales, el personal de la UI cambiaba constantemente debido a la vieja tradición de la universidad por la que un mago ascendía en el escalafón asesinando a su superior inmediato. Tanto era así, que el asesinato se consideraba causa de muerte natural entre los magos. Pero esto cambió drásticamente con la llegada a la archicancillería de Mustrum Ridcully, un mago que (a diferencia de sus compañeros de cátedra) vivió una vida campestre, activa y ejercitada (las aficiones principales de los magos de la UI son hacer seis comidas diarias abundantes y fumar como chimeneas) que le ha llevado a ser casi imposible de eliminar mediante los medios tradicionales de la Universidad. Los magos del Mundodisco utilizan una magia al estilo "abracadabra", aunque influida por humorísticos toques realistas (como, por ejemplo, la necesidad de protegerse antes de utilizar unas Botas de Siete Leguas, cuya efectividad se basa en poner un pie a cuarenta kilómetros de distancia del otro). Algunos miembros prominentes de la UI son Ponder Stibbons (un mago joven e interesado en la investigación de la magia, cuyos experimentos se parecen a los de la física de partículas), el Bibliotecario (un mago a quien un accidente mágico transforma en orangután y que se niega a ser devuelto a su forma humana), el Tesorero (un mago clínicamente loco, que toma pastillas de extracto de rana, un equivalente de ansiolítico en el Mundodisco) o HEX ("Maleficio" en algunas novelas, un ordenador orgánico que utilizan los magos en sus experimentos taumatúrgicos).
Los magos tienen un papel importante en las novelas Rechicero, Imágenes en acción, El segador, Lores y damas, Soul music, Tiempos interesantes, Papá Puerco, El país del fin del mundo y El Último Héroe. Y son protagonistas de El Atlético Invisible,.

## Lista de novelas
| N.º | Nombre                                      | Publicada (Español) | Título original                              | Publicada (Inglés) | Arco argumental                            | Motivos |
| --- | ------------------------------------------- | ------------------- | -------------------------------------------- | ------------------ | ------------------------------------------ | --- |
| 1   | El color de la magia                        | 1989                | The Colour of Magic                          | 1983               | Rincewind                                  | Fantasía clichés, H. P. Lovecraft, turismo, Dungeons & Dragons |
| 2   | La luz fantástica                           | 1991                | The Light Fantastic                          | 1986               | Rincewind                                  | Turismo, Apocalipsis, Cohen el Bárbaro |
| 3   | Ritos iguales                               | 1991                | Equal Rites                                  | 1987               | Las Brujas                                 | La trilogía de Terramar de Ursula K. Le Guin, Igualdad de Derechos. |
| 4   | Mort                                        | 1991                | Mort                                         | 1987               | La Muerte                                  | La Muerte y su personificación antropomórfica, Aprendiz |
| 5   | Rechicero                                   | 1992                | Sourcery                                     | 1988               | Rincewind Los Magos                        | Apocalipsis, Kublai Khan, Aladino, Las mil y una noches, Saga de Alvin Maker                                                                                             |
| 6   | Brujerías                                   | 1992                | Wyrd Sisters                                 | 1988               | Las Brujas                                 | Shakespeare (especialmente Macbeth y Hamlet) |
| 7   | Pirómides                                   | 1992                | Pyramids                                     | 1989               | Independiente                              | Mitología Egipcia, Física Cuántica y Filosofía Griega |
| 8   | ¡Guardias! ¿Guardias?                       | 1993                | Guards! Guards!                              | 1989               | Guardia de la Ciudad                       | Novelas policiales, Exposiciones Caninas, Dragones, Aristocracia, Sociedades secretas                                                                                    |
| 9   | Fausto Eric                                 | 2005                | Faust Eric                                   | 1990               | Rincewind                                  | Fausto, Dante Infierno, La Iliada |
| 10  | Imágenes en acción                          | 1993                | Moving Pictures                              | 1990               | Independiente Los Magos                    | Hollywood (especialmente el Cine mudo), los Mitos de Cthulhu, celebridades, King Kong, Lo que el viento se llevó y muchos otros filmes                                   |
| 11  | El segador                                  | 1993                | Reaper Man                                   | 1991               | La Muerte Los Magos                        | La Muerte y su personificación antropomórfica, el Western "El hombre sin nombre", Movimientos de Derechos de Minorías, Consumismo                                        |
| 12  | Brujas de viaje                             | 1994                | Witches Abroad                               | 1991               | Las Brujas                                 | El maravilloso Mago de Oz, Cuentos de hadas (especialmente los relacionados con hadas madrinas), Vudú, Barón Samedi, turismo                                             |
| 13  | Dioses menores                              | 2002                | Small Gods                                   | 1992               | Independiente                              | Religiones abrahámicas, la Inquisición española, Filosofía antigua. |
| 14  | Lores y damas                               | 2002                | Lords and Ladies                             | 1992               | Las Brujas Los Magos                       | Shakespeare (especialmente Sueño de una noche de verano), Folklore de Hadas.                                                                                             |
| 15  | Hombres de armas                            | 2003                | Men at Arms                                  | 1993               | Guardia de la Ciudad                       | Novelas Policiales, políticas de armas, racismo |
| 16  | Soul Music                                  | 2004                | Soul Music                                   | 1994               | La Muerte Los Magos                        | Música rock, Beatlemania, The Blues Brothers |
| 17  | Tiempos interesantes                        | 2005                | Interesting Times                            | 1994               | Rincewind Los Magos                        | China Imperial, Maoísmo, Lemmings |
| 18  | Mascarada                                   | 2006                | Maskerade                                    | 1995               | Las Brujas                                 | Ópera, El Fantasma de la Ópera, Subcultura gótica |
| 19  | Pies de barro                               | 2006                | Feet of Clay                                 | 1996               | Guardia de la Ciudad                       | Novelas Policiales, Golems, Ateísmo, Heráldica, Esclavitud |
| 20  | Papá Puerco                                 | 2007                | Hogfather                                    | 1996               | La Muerte Los Magos                        | Navidad, Mitología, Mary Poppins. |
| 21  | ¡Voto a bríos!                              | 2007                | Jingo                                        | 1997               | Guardia de la Ciudad                       | Guerra, Diplomacia, Imperialismo, Xenofobia, Multiculturalismo, Patriotismo, Capitán Nemo, los Mitos de Cthulhu                                                          |
| 22  | El país del fin del mundo                   | 2000                | The Last Continent                           | 1998               | Rincewind Los Magos                        | Australia, Mad Max, Las aventuras de Priscilla, reina del desierto, Aborígenes Australianos, evolución, Origen de la vida                                                |
| 23  | Carpe jugulum                               | 2008                | Carpe Jugulum                                | 1998               | Las Brujas                                 | Vampiros, Existencialismo |
| 24  | El quinto elefante                          | 2008                | The Fifth Elephant                           | 1999               | Guardia de la Ciudad                       | Diplomacia, folklore y literatura de Europa del Este, Novelas de Conspiración Política, Economía Global, Mitos regionales.                                               |
| 25  | La verdad                                   | 2009                | The Truth                                    | 2000               | Independiente Guardia de la Ciudad         | Escándalo Watergate, Periódicos, Crimen organizado, Oligarquía, Pulp Fiction                                                                                             |
| 26  | Ladrón del Tiempo                           | 2009                | Thief of Time                                | 2001               | Monjes de la Historia La Muerte            | Artes Marciales, Misticismo monástico, Física Cuántica, Enseñanza, Los cuatro jinetes del Apocalipsis (y los Beatles), amantes del chocolate.                            |
| 27  | El último héroe                             | 2009                | The Last Hero                                | 2001               | Independiente                              | Leyendas, Prometeo, Dungeons & Dragons, Programa Apolo |
| 28  | El asombroso Mauricio y sus roedores sabios | 2010                | The Amazing Maurice and his Educated Rodents | 2001               | Independiente                              | El flautista de Hamelín, Beatrix Potter |
| 29  | Ronda de noche                              | 2010                | Night Watch                                  | 2002               | Guardia de la Ciudad Monjes de la Historia | Novelas Policiales, Les Misérables, Viaje a través del tiempo, Comuna de París                                                                                           |
| 30  | Los pequeños hombres libres                 | 2008                | The Wee Free Men                             | 2003               | Tiffany Dolorido                           | Folklore, Mitos y Leyendas de Escocia (Braveheart), Guerreros Pictos, Los Pitufos                                                                                        |
| 31  | Regimiento monstruoso                       | 2010                | Monstrous Regiment                           | 2003               | Independiente Guardia de la Ciudad         | Juana de Arco, Transvestismo durante tiempos de guerra, Guerras Napoleónicas (y otras guerras), Feminismo, Pacifismo                                                     |
| 32  | Un sombrero de cielo                        | 2011                | A Hat Full of Sky                            | 2004               | Tiffany Dolorido Las Brujas                | Mitos y Leyendas en Bretaña, Control mental por alienígenas. |
| 33  | Cartas en el asunto                         | 2011                | Going Postal                                 | 2004               | Húmedo von Mustachen                       | Política, Estafas, Crimen Corporativo y Prácticas de Negocio, Monopolios, el Sistema Postal y los Coleccionistas de Estampillas, Internet, Cracking y Phreacking, Golems |
| 34  | ¡Zas!                                       | 2011                | Thud!                                        | 2005               | Guardia de la Ciudad                       | Novelas Policiales, Política, Acción Afirmativa, Ajedrez y juegos de tablero, Beatrix Potter                                                                             |
| 35  | La Corona de Hielo                          | 2012                | Wintersmith                                  | 2006               | Tiffany Dolorido Las Brujas                | Orfeo, Persefone, La bella durmiente. |
| 36  | Dinero a mansalva                           | 2012                | Making Money                                 | 2007               | Húmedo von Mustachen                       | Patrón oro, simulación computerizada, Fraude, Golems, |
| 37  | El Atlético Invisible                       | 2012                | Unseen Academicals                           | 2009               | Rincewind Los Magos                        | Fútbol |
| 38  | Me vestiré de medianoche                    | 2013                | I Shall Wear Midnight                        | 2010               | Tiffany Dolorido                           | |
| 39  | Snuff                                       | 2013                | Snuff                                        | 2011               | Guardia de la Ciudad                       | Racismo, Nobleza, Novela policíaca |
| 40  | A Todo Vapor                                | 2015                | Raising Steam                                | 2013               | Húmedo von Mustachen Guardia de la Ciudad  | Ferrocarril, Fanatismo religioso |
| 41  | La corona del pastor                        | 2016                | The Shepherd's Crown                         | 2015               | Tiffany Dolorido                           | |

## Algunos personajes principales
- Agnes Nitt
- Albert
- Angua von Übwerwald
- Bibliotecario
- Binky
- Cohen el Bárbaro
- Decano
- Detritus
- Dosflores
- El Equipaje
- Esmerelda 'Yaya' Ceravieja
- Fred Colon
- Gaspode
- Gran A'Tuin
- Gytha 'Tata' Ogg
- Jason Ogg
- Lady Sybil Ramkin
- La Muerte
- La Muerte de las ratas
- Lord Havelock Vetinari
- Lu-Tze
- Magrat Ajostiernos
- Mortimer
- Mustrum Ridcully
- Nobby Nobbs
- Rincewind
- Sam Vimes
- Susan Sto Helit
- Tesorero
- Ysabell
- Y-Voy-A-La-Ruina Escurridizo
- Zanahoria Fundidordehierrosson

## Adaptación a juego de rol
Pratchett ha sido coautor junto a Phil Masters de un juego de rol basado en Mundodisco. Publicado por primera vez en Estados Unidos en 1998 por Steve Jackson Games el juego utilizaba el sistema GURPS como sistema de juego. Originalmente su título era GURPS Discworld pero en 2002 el juego fue reeditado (con el mismo sistema de juego, GURPS) con el título Discworld Roleplaying Game. Bajo el título español Mundodisco, el juego de rol esta edición ha sido traducida al castellano en 2009 por la editorial sevillana Edge Entertainment.